# Alain Schmitz
Pour les articles homonymes, voir Schmitz.
Alain Schmitz, né le 27 avril 1948 à Versailles, est un homme politique français, membre des Républicains. Sénateur des Yvelines par deux fois, de 2004 à 2011 et de 2017 à 2023, il est également président du conseil général des Yvelines de 2009 à 2014.

## Origines et formation
Alain Schmitz est le fils de François Schmitz (greffier en chef au tribunal de commerce de Versailles, maire-adjoint de Versailles de 1959 à 1977, conseiller général des Yvelines pour le canton de Versailles-Nord-Ouest de 1967 à 1982, conseiller régional d'Île-de-France de 1976 à 1986) et de Christiane Jaudoin-Prom.
Après avoir effectué toute sa scolarité au lycée Hoche de Versailles, Alain Schmitz intègre la faculté de droit de Paris-Assas. Il sort diplômé de l’Institut de criminologie de Paris, et en 1975 obtient un doctorat en droit privé[Information douteuse].

## Carrière professionnelle
Consécutivement à ses études de droit, il devient en 1972 avocat à la Cour d’Appel de Versailles avant d’être Commissaire Priseur à la Résidence de Saint-Germain-en-Laye en 1978. Par ailleurs, il continue d'exercer ladite profession jusqu'en juillet 2013.

## Carrière politique
Élu adjoint au maire de Versailles chargé des affaires culturelles, puis de l’urbanisme et du patrimoine de 1983 à 2004, 

### Mandat de sénateur
Alain Schmitz fut sénateur de mai à septembre 2004 en remplacement de Gérard Larcher nommé Ministre délégué aux Relations du travail, membre de l'UMP. Il est de nouveau sénateur de 2017 à 2020. Il démissionne pour se retirer de la vie politique, à mi-mandat, le 30 septembre 2020. Toine Bourrat lui succède le lendemain. 

### Mandat de conseiller général
Proche de Pierre Bédier et de Valérie Pécresse, premier secrétaire de la Conférene du Stage en 1975, conseiller général élu dans le canton de Versailles-Nord, depuis 1994 délégué à la Culture, il préside la Commission Éducation, Culture et Affaires générales jusqu’en 2008. En mars 2008, il est élu Vice-Président délégué à l’Urbanisme et à la Politique du Logement.
De septembre 2005 à juin 2009, Alain Schmitz préside le groupe de la majorité départementale « Ensemble Pour les Yvelines – EPY ». Alain Schmitz devient, le   3 juillet 2009, président du conseil général des Yvelines. Cette élection a lieu à la suite de la démission d'office de Pierre Bédier, le 22 mai 2009, par la préfète des Yvelines à la suite d'une condamnation à six ans d'inéligibilité.

### Mandat de président du conseil général des Yvelines
Le 1er décembre 2009, il confirme que le projet de circuit de F1 de son prédécesseur Pierre Bédier est retiré car il n'était pas réalisable, bien qu'il admette que l'exposition médiatique générée fût bénéfique pour le projet de la Vallée de l'Automobile et de la Mobilité Durable, qui s'inscrivait dans le projet du Grand Paris.
Début avril 2014, il démissionne de la présidence du conseil général,, souhaitant redevenir sénateur. Pierre Bédier lui succède le 11 avril.

## Décorations
- Commandeur de l'ordre national du Mérite
- Officier de l'ordre des Arts et des Lettres
- Officier de l'ordre des Palmes académiques
- Chevalier de la Légion d'honneur